# Funplex
Funplex è il settimo album in studio del gruppo musicale new wave statunitense The B-52s, pubblicato nel 2008. Si tratta del primo album contenente materiale originale dal 1992, anno della pubblicazione di Good Stuff.

## Tracce
1. Pump – 4:53
2. Hot Corner – 3:24
3. Ultraviolet – 4:25
4. Juliet of the Spirits – 4:22
5. Funplex – 4:07
6. Eyes Wide Open – 5:35
7. Love in the Year 3000 – 4:14
8. Deviant Ingredient – 4:50
9. Too Much to Think About – 3:47
10. Dancing Now – 4:02
11. Keep This Party Going – 4:31

## Formazione
Gruppo
- Kate Pierson - voce
- Fred Schneider - voce
- Keith Strickland - chitarra, basso, programmazione, tastiere
- Cindy Wilson - voce

Collaboratori
- Tracy Wormworth - basso
- Sterling Campbell - batteria
- Paul Gordon - tastiere